# Jennifer Nobis
Jennifer Nobis, född 3 mars 1984 i Quincy, Illinois, är en amerikansk fotbollsspelare. Hon spelar för Piteå IF Dam.

## Klubbar
- River Cities FC
- Danmarks IF
- Charlton Athletic LFC
- Umeå Södra FF
- Boston Breakers